# Élisabeth Moreno

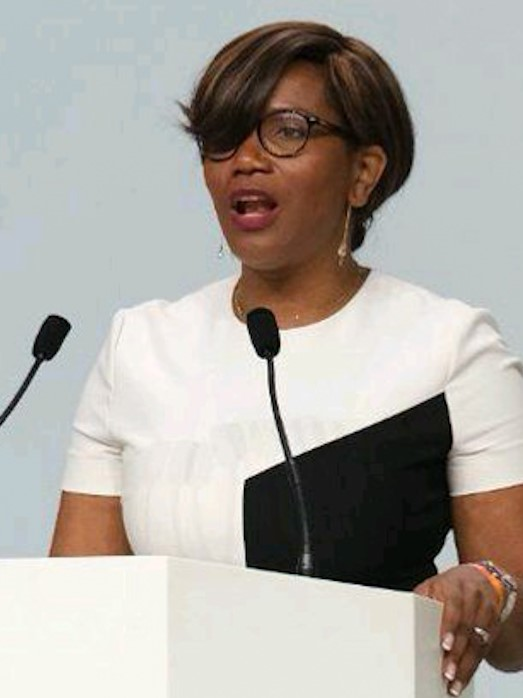
Elisabeth Moreno beim Frankreich-Afrika-Gipfel 2021

Élisabeth Moreno (* 20. September 1970 in Tarrafal, Kap Verde) ist eine französisch-kapverdische Unternehmerin und Politikerin. Sie war Präsidentin von Lenovo in Frankreich und Präsidentin von Hewlett-Packard Afrika. Von 2020 bis 2022 war sie Ministerin für Gleichstellung, Diversität und Chancengleichheit im Kabinett Castex.

## Kindheit und Studium
Morenos Familie wanderte 1977 von Kap Verde nach Frankreich aus und ließ sich in Athis-Mons, Département Essonne, nieder. Ihr Vater war Bauarbeiter und ihre Mutter Putzfrau. Beide können weder lesen noch schreiben.
Während ihrer Schulzeit wurde ihr nahegelegt, eine Berufsausbildung zu absolvieren. Sie machte jedoch mit der Schule weiter, erwarb ein Baccalauréat und studierte Rechtswissenschaften, um Anwältin zu werden. Nach einem Master in Wirtschaftsrecht an der Universität Paris XII begann sie, in einer Anwaltskanzlei zu arbeiten.

## Karriere in der Wirtschaft
1991 gründete Moreno mit ihrem Mann ein Bauunternehmen mit bis zu 30 Angestellten.
1998 ging sie zu France Télécom als Verkaufsleiterin für kleine und mittelständische Unternehmen in der Region Paris Süd. 2002 wechselte sie als Direktorin für Großkunden zu Dell Technologies. Nach einem Abstecher in die Marokko-Niederlassung wurde sie bei ihrer Rückkehr nach Frankreich zur Verkaufsleiterin EMEA für strategische Großkunden befördert. Im Alter von 35 Jahren nahm sie 2006 ihr Studium wieder auf und erwarb einen Master of Business Administration der École supérieure des sciences économiques et commerciales (ESSEC) und der Universität Mannheim. Im Januar 2015 wurde sie ehrenamtliche Richterin am Handelsgericht Bobigny, nachdem sie eine Ausbildung an der École nationale de la magistrature absolviert hatte.
Im Jahr 2012 wurde sie von Lenovo als Vertriebsleiterin für Europa eingestellt. 2017 wurde sie Présidente directrice générale von Lenovo Frankreich.
Moreno wurde im Januar 2019 Präsidentin von Hewlett-Packard Afrika und zog nach Südafrika.
Sie wurde 2023 in den Rat für Vielfalt, Gleichberechtigung und Integration des Pharmakonzerns Sanofi berufen.

## Politische Karriere
Am 6. Juli 2020 wurde Moreno ins Kabinett Castex als Nachfolgerin von Marlène Schiappa zur Beigeordneten Ministerin für Gleichstellung von Frauen und Männern, Vielfalt und Chancengleichheit ernannt.
Am 3. September 2020 kündigte Elisabeth Moreno neue Maßnahmen zur Bekämpfung häuslicher Gewalt an. Sie kündigte ebenso eine zusätzliche finanzielle Unterstützung für Vereine und den Einsatz von 1000 elektronische Armbändern für Gewalttäter an, um Annäherungsverbote zu überwachen.
Im Januar 2021 schlug sie vor, dass Unternehmen einen Index für Vielfalt und Integration erstellen müssten, um zu messen, welchen Stellenwert Minderheiten bei der Einstellung von Mitarbeitern und im Personalmanagement hätten, und um Korrekturmaßnahmen einleiten zu können.
Im Mai 2021 erließ Elisabeth Moreno ein Rundschreiben gegen Konversionstherapien, das der Abstimmung über einen Gesetzesvorschlag vorausging, der von der Abgeordneten Laurence Vanceunbrock am 20. Januar 2022 eingereicht wurde.
Am 1. Juli 2021 wurde der Vaterschaftsurlaub von 14 auf 28 Tage verlängert. Élisabeth Moreno sprach sich für eine weitere Verlängerung aus.
Im September 2021 beteiligte sie sich zusammen mit Gesundheitsminister Olivier Véran an der Einführung kostenloser Verhütungsmittel für Frauen bis 25 Jahren und an der Ausweitung der Reproduktionsmedizin auf alle Frauen.
Sie nahm mit Emmanuel Macron am 8. Oktober 2021 am Afrika-Frankreich-Gipfel in Montpellier teil.

## Veröffentlichungen
- mit Agnès Pannier-Runacher, Femmes, Ministres et Femministes. Notre combat pour l'égalité réelle, (Unser Kampf für die tatsächliche Gleichstellung), Verlag Point d'Orgue, 2022.[23]
- Vorwort für Le Jour du silence von Christophe Pellet, L'Onde Théâtrale, 2023, ISBN 978-2-9577990-4-6.

## Auszeichnungen
- Commandeur de l'ordre national du Lion du Sénégal (Komtur des Nationalordens des senegalesischen Löwen)[24]